# Hajmalar
Hajmalarna (Pangasiidae) är en familj malartade fiskar som lever i sötvatten och bräckt vatten i södra Asien; från Pakistan till Borneo. Familjen innehåller runt 30 arter, däribland den hotade mekongjättemalen, en av de största sötvattenfiskar som beskrivits.
Även om hajmalarna utgör en naturlig grupp, så visar flera studier att den troligen är invävd i Schilbeidae, och borde i så fall inte räknas som en egen familj.
Det finns två fossila arter av hajmalar beskrivna: Cetopangasius chaetobranchus och Pangasius indicus. P. indicus har uppgetts härstamma från eocen, men detta är ifrågasatt. Den äldsta tillförlitliga dateringen av fossil är av C. chaetobranchus som härrör från miocen.
Ryggfenan är placerad långt fram nära huvudet och är ofta hög och trekantig; påminnande om ryggfenan på en haj vilket givit familjen dess namn. Stjärtfenan är ganska lång, med 26-46 strålar. Arterna har vanligen två par skäggtömmar; men den vuxna mekongjättemalen har bara ett par. Kroppen är sammantryckt och det finns en liten fettfena.